# La crociera delle tigri
La crociera delle tigri (Полосатый рейс) è un film del 1961 diretto da Vladimir Aleksandrovič Fetin.

## Trama
Per fuggire da un torrido luogo tropicale, Shuleykin (Evgenij Leonov), accetta un incarico su una nave in cui dovrà prendersi cura di un carico di dodici gabbie piene di tigri. Il primo ufficiale ("starpom" in Russo, interpretato da Ivan Dmitriev), ha continue discussioni con Marianna (Margarita Nazarova) a causa dei piccoli scherzi che gioca di continuo all'equipaggio. Un giorno una scimmia clandestina apre le gabbie e le limitate capacità di Shuleykin vengono a galla. In questa situazione Marianna diventa inaspettatamente un'abile ammaestratrice d'animali.